# George Redston Warner
Sir George Redston Warner, KCVO, CMG (* 18. Juli 1879; † 23. Juni 1978) war ein britischer Diplomat, der unter anderem von 1935 bis 1940 Gesandter in der Schweiz war.

## Leben
George Redston Warner war der Sohn des Juristen Sir Joseph Henry Warner (1836–1897), der von 1872 bis zu seinem Tode Berater des Vorsitzenden der Ausschüsse des Oberhauses (House of Lords) war und 1892 zum Knight Bachelor geschlagen wurde. Er selbst trat am 28. August 1903 als Attaché in den diplomatischen Dienst (HM Foreign Service) des Außenministeriums (Foreign Office) und wurde am 16. April 1906 kommissarischer Dritter Sekretär (Acting Third Secretary).
1925 übernahm Warner im Außenministerium den Posten als Leiter des Referats Vertragsangelegenheiten (Head of the Treaty Department) und hatte diesen zehn Jahre lang bis 1935 inne. Während dieser Zeit wurde er 1927 Companion zum Order of St Michael and St George (CMG) erhoben sowie am 14. Dezember 1934 zum Knight Commander des Royal Victorian Order (KCVO) geschlagen, woraufhin er fortan den Namenszusatz „Sir“ trug. Am 14. Januar 1935 löste er Howard William Kennard als Gesandter in der Schweiz und verblieb auf diesem Posten, bis er 1940 von David Victor Kelly abgelöst wurde.
Aus seiner 1910 geschlossenen Ehe mit Margery Catherine Nicol († 1963) gingen mehrere Kinder hervor, darunter der Diplomat Sir Edward Redston Warner (1911–2002), der unter anderem zwischen 1963 und 1966 Botschafter in Kamerun sowie von 1968 bis 1970 Botschafter in Tunesien war und 1965 zum Knight Commander des Order of St Michael and St George geschlagen wurde.